# Proyecto 621
El Proyecto 621 fue un proyecto alemán de los años 1960 llevado a cabo por Dornier para crear un cohete sonda recuperable. El cohete, propulsado por propelente líquido, utilizaría un parapente para su recuperación, y sería utilizable hasta seis veces.
Se realizaron pruebas con el sistema de recuperación por parapente en Cerdeña en 1965, pero el cohete en sí nunca llegó a volar. El cohete tenía una masa vacío de 74 kg.